# انتخابات الرئاسة الفنزويلية 1998
انتخابات الرئاسة الفنزويلية 1998 هي الانتخابات الرئاسية التي جرت في 6 ديسمبر 1998، في فنزويلا، لانتخاب رئيس فنزويلا، فاز بالانتخابات هوغو تشافيز.

## المرشحين
| المرشح      | الحزب | عدد الأصوات |
| ----------- | ----- | ----------- |
| هوغو تشافيز |       |             |